# Böttingen (Münsingen)
Böttingen ist ein Stadtteil von Münsingen im Landkreis Reutlingen. Böttingen war eines der bedeutendsten Abbaugebiete für Onyxmarmor in Europa. Das hier abgebaute Gestein wird als Böttinger Marmor bezeichnet.

## Geschichte
Böttingen wird im Jahr 961 erstmals urkundlich als „Villa Potinga“ erwähnt. 1496 wurde eine eigenständige Pfarrei gebildet, 1511 erfolgte der Bau der Böttinger Pfarrkirche. Im Juni 1631 plünderten während des Dreißigjährigen Kriegs kaiserliche Truppen den Ort, über die Hälfte des Dorfes ging in Flammen auf.

## Geologie

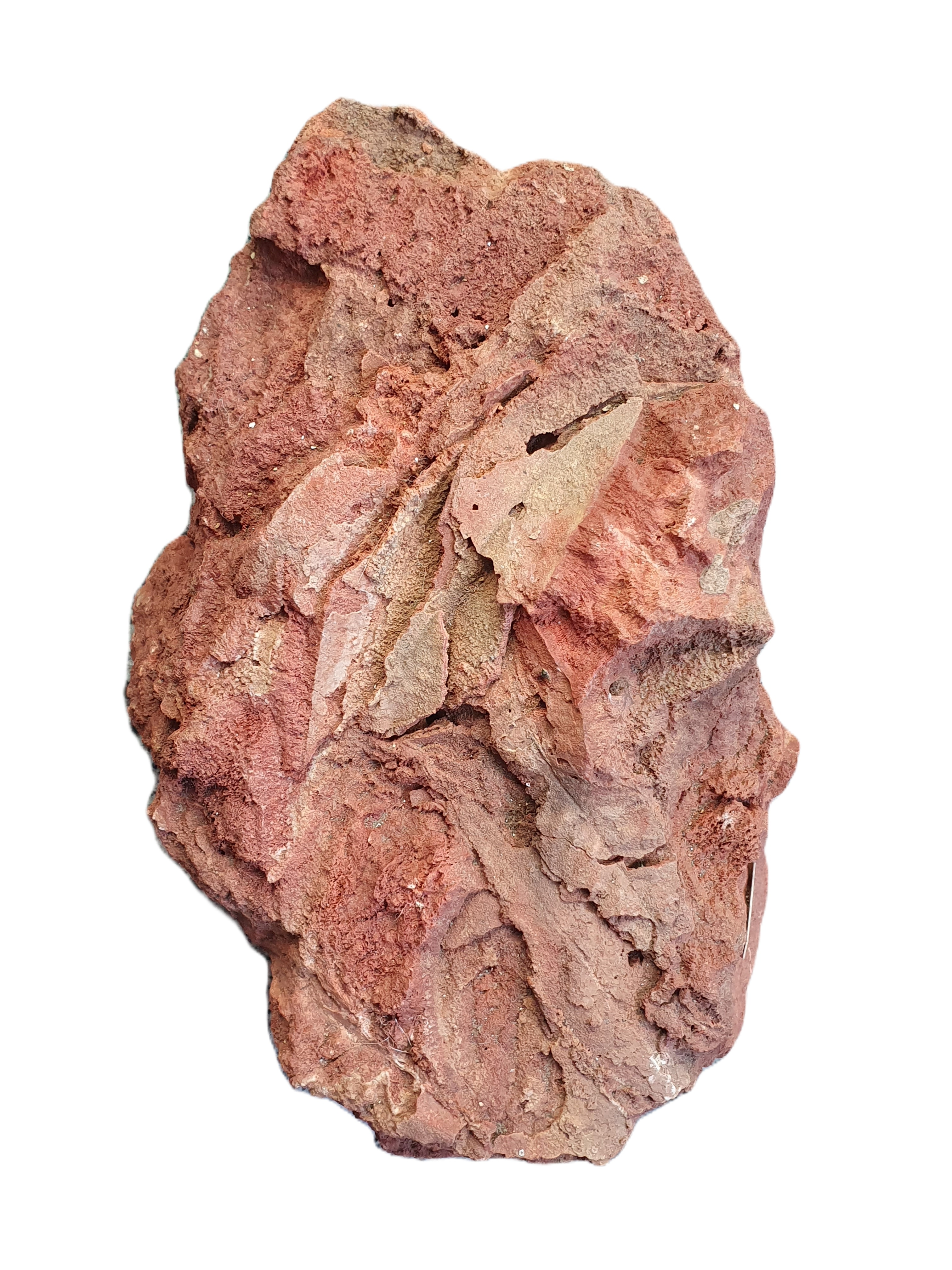
Böttinger Marmor-Handstück aus der Quellspalte. Auf der Oberfläche sind zahlreiche fossile Pflanzenabdrücke zu erkennen.

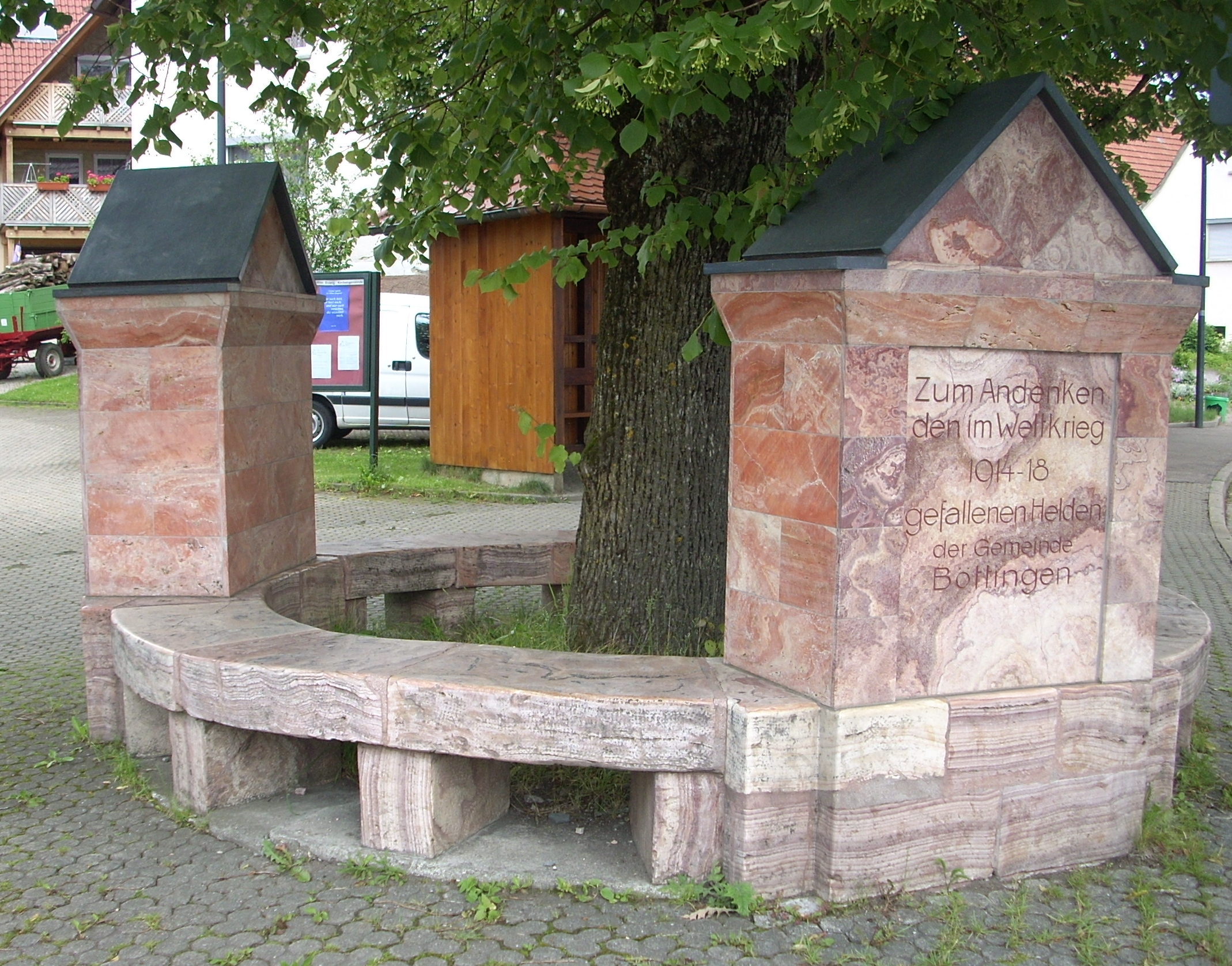
Gefallenendenkmal am Rathausplatz in Böttingen bei Münsingen aus Böttinger Marmor.

Der Böttinger Marmor ist eine erdgeschichtliche und petrographische Besonderheit des nationalen Geoparks Schwäbische Alb. Seine Farben wechseln rindenartig von nahezu Weiß bis Gelblich, Rötlich bis Dunkelrot und Dunkelbraun. Der deutlich gebänderte „Marmor“ ist vor 14 Millionen Jahren durch Kalksedimentation in einer senkrechten Quellspalte in der Region zwischen Schopfloch (Randecker Maar) und Böttingen entstanden.
Das Gestein besteht überwiegend aus Calcit. Geringe Anteile von Tonerde und Hämatit sind nachgewiesen. Letzteres ist farbgebend am Gesteinsaufbau beteiligt.
Der Abbau ruht schon seit Jahrzehnten.

## Lage
Die Landesstraße 230 durchquert Böttingen und bindet die Region an die Bundesautobahn 8 bei Merklingen an.
Böttingen liegt direkt am Rande des ehemaligen Truppenübungsplatzes Münsingen, sodass Radfahrer und Wanderer das Gebiet erkunden oder einfach die Ruhe der Natur genießen können.

## Sehenswürdigkeiten
Der acht Meter hohe Sternenbergturm steht unweit nordöstlich des Dorfes und wurde um 1900 ursprünglich als Windmühle errichtet. 